# Pearl Kendrick
Pour les articles homonymes, voir Kendrick.
Pearl Louella Kendrick (24 août 1890 - 8 octobre 1980) est une bactériologiste américaine connue pour avoir co-développé le premier vaccin réussi contre la coqueluche aux côtés de Grace Eldering (en), scientifique du département de la santé publique du Michigan, et de la chimiste Loney Gordon (en) dans les années 1930. Au cours des décennies qui suivent le lancement du premier vaccin contre la coqueluche, Kendrick contribue à la promotion de normes internationales en matière de vaccination en Amérique latine et en Union soviétique. Kendrick et ses collègues développent également un vaccin 3 en 1 contre la diphtérie, la coqueluche et le tétanos, appelé le vaccin DTC, qui est initialement mis sur le marché en 1948.

## Enfance et formation
Pearl Louella Kendrick est née le 24 août 1890 à Wheaton, Illinois, États-Unis. Son père, Milton Kendrick est un pasteur méthodiste. À l'âge de trois ans, elle est atteinte de la coqueluche. Elle obtient son diplôme de fin d'études secondaires en 1908 et fréquente le Greenville College pendant un an avant de rejoindre l'université de Syracuse. En 1914, elle y reçoit son B.S. en zoologie et un diplôme en philosophie. Ensuite, elle suit une formation en parasitologie à Columbia.
Elle travaille comme directrice d'école secondaire mais finit par démissionner pour rejoindre un poste d'assistante aux laboratoires du département de la santé de l'État de New York. Elle reçoit ensuite une offre d'emploi des laboratoires de l'État du Michigan à Lansing. Elle travaille sur des tests sur la syphilis puis rejoint le site de Grand Rapids en 1926 et devient plus tard la directrice des sites de l'est du Michigan. Elle prend des cours d'été à l'université du Michigan puis décide de se mettre en disponibilité pour suivre une thèse à l'université Johns Hopkins où elle obtient son doctorat en 1932. Elle continue de travailler au département de la santé publique du Michigan en tant que directrice associée et responsable d'un site.

## Recherche

### Début de carrière
Après s'être installé dans le Michigan pour son travail et avoir obtenu son diplôme de Johns Hopkins, Kendrick commence à faire des recherches sur la coqueluche pour tenter de résoudre le problème croissant de cette maladie contagieuse. D'après les données statistiques de l'époque, la maladie tuait en moyenne 6 000 personnes par an aux États-Unis, la majorité (95 %) étant des enfants. Lorsqu'elle s'installe à Grand Rapids, dans le Michigan, Kendrick travaille au Western Michigan Branch Laboratory du Michigan Department of Health. C'est là qu'elle rencontre Grace Eldering, une collègue scientifique du département qui s'intéressait également au développement d'un vaccin contre la coqueluche.

### Découverte du vaccin DTC
Kendrick et Eldering dirigent le projet de vaccin à travers le développement du programme, les tests et l'inoculation éventuelle du vaccin contre la coqueluche aux enfants,. Le duo mène des recherches sur le terrain en faisant du porte-à-porte pour prélever des échantillons d'enfants malades dans la région de Grand Rapids. Finalement, les deux femmes utilisent ces échantillons pour développer le vaccin contre la coqueluche et l'administrent à des groupes de traitement au cours d'une expérience connue sous le nom de "Grand Rapids Trials". Au milieu de leurs recherches, la Seconde Guerre mondiale bat son plein. Cela conduit à l'arrêt de nombreuses études scientifiques en raison de leur sous-financement. La Première Dame Eleanor Roosevelt s'intéresse au travail de Kendrick et d'Eldering et les aide à obtenir des fonds de la Works Progress Administration (WPA). Grâce à cette aide supplémentaire, le développement du vaccin est poursuivi. L'analyse des données recueillies lors des essais pendant près de 3 ans permet de constater que le vaccin est efficace. Le Michigan commence à distribuer les vaccins en 1940 et les décès dus à la coqueluche diminuent,. Leur travail contribue de manière significative au développement du diagnostic des plaques de toux. La nature collaborative de leur travail au sein de la communauté de recherche bactériologique et leurs partenariats avec la communauté de santé publique de Grand Rapids sont reconnus comme une contribution importante à la recherche sur les vaccinations et à la santé publique.

### Améliorations du vaccin
Dans les années qui suivent et notamment en 1948, Kendrick, Eldering et Gordan mettent au point un vaccin contre la diphtérie, la coqueluche et le tétanos (DPT  en anglais avec P pour pertussis et DTC en français),. Les vaccins DPC constituent la principale défense contre ces trois maladies jusqu'à ce que des inquiétudes apparaissent quant à la sécurité et à l'efficacité de ce type de vaccin dans les années 1980 et 1990. Le vaccin DTC jette les bases du développement de nouveaux vaccins. Par la suite, une version de ce vaccin DPT avec une formule moléculaire différente, appelée DTaP est créée et devient le principal vaccin contre la diphtérie, la coqueluche et le tétanos aux États-Unis et à l'étranger.

## Retraite et décès
En 1951, Kendrick prend sa retraite du département de la santé publique du Michigan. Elle devient ensuite membre de la faculté du département d'épidémiologie de l'université du Michigan. Elle prend sa retraite de l'Université en 1960. Kendrick devient présidente de la Société américaine de microbiologie du Michigan. Elle décède le 8 octobre 1980 à Grand Rapids.

## Prix et distinctions
Kendrick est intronisée au Michigan Women's Hall of Fame Historical Honors Division en 1983,.